# Lhommeia bleusei
Lhommeia bleusei är en fjärilsart som beskrevs av Thierry-mieg 1905. Lhommeia bleusei ingår i släktet Lhommeia och familjen mätare. Inga underarter finns listade i Catalogue of Life.